# Bébé moraliste
Pour plus de détails, voir Fiche technique et Distribution.
Bébé moraliste est un film muet français réalisé par Louis Feuillade sorti en 1911.

## Fiche technique
- Réalisation et scénario : Louis Feuillade
- Société de production : Société des Établissements L. Gaumont
- Pays de production : France
- Format : Muet - Noir et blanc - 1,33:1 - 35 mm
- Métrage : 97 m
- Genre :   Comédie
- Date de sortie : 
  - France : 1911

## Distribution
- René Dary : Bébé (comme Clément Mary)
- Renée Carl : la mère